# Купонът на феите
Купонът на феите е български детски телевизионен филм (мюзикъл) от 1994 година на режисьора Бисерка Колевска, по сценарий на Бисерка Колевска, Лина Михайлова и Димитър Митов, който снима продукцията с Войчех Тодоров. Музиката е композирана от Акага. Песните са изпълнени от Мая Новоселска, Елена Саръиванова, Диана Гергова и Борис Чернев.
Филмът е излъчен по Канал 1 на БНТ и е продуциран от направление „Детски програми“ през 1994 г.

## Актьорски състав
Роли във филма изпълняват актьорите:
- Анжелика Трифонова
- Мартин Кьосев
- Елена Саръиванова
- Мариана Станишева
- Даниела Йорданова
- Катерина Горанова
- Диана Гергова
- Симона Нанова
- Борис Чернев
- Огнян Желязков
- Красимир Недев
- Таня Михайлова
- Ваня Иванова
- Димитър Недков

Песните изпълняват:
- Мая Новоселска
- Елена Саръиванова
- Диана Гергова
- Борис Чернев

## Технически екип
| Сценаристи                     | Бисерка Колевска Лина Михайлова Димитър Митов                                   |
| Музика                         | Акага                                                                           |
| Делегиран продуцент и редактор | Румен Николов                                                                   |
| Художник                       | Свила Величкова                                                                 |
| Хореограф                      | Мила Искренова                                                                  |
| Звукорежисьор                  | Момчил Божков                                                                   |
| Тонтехник                      | Петър Стоянов                                                                   |
| Гардероб                       | Цветанка Войнова                                                                |
| Грим                           | Емилия Димитрова                                                                |
| Реквизит                       | Жан Будев                                                                       |
| Осветление                     | Иван Митов Людмил Милкин Владимир Николов Александър Цековски Благовест Николов |
| Кран и фарт                    | Васил Гълъбов                                                                   |
| ТПТС-1 с ръководител           | Димитър Димитров                                                                |
| РТС-4                          | Николай Пешев                                                                   |
| РТС-7                          | Тодор Владимиров                                                                |
| Тонстудио 2                    | Тодор Лечев                                                                     |
| Видеомонтаж                    | Младен Стоянов Коста Такучев Саша Спиридонова                                   |
| Камери                         | Емил Дюлгеров Огнян Ангелов                                                     |
| Асистент-режисьор              | Росица Маринова                                                                 |
| Директор на продукцията        | Борис Марков                                                                    |
| Режисьор на пулт               | Марий Славчев                                                                   |
| Оператори                      | Димитър Митов Войчех Тодоров                                                    |
| Режисьор                       | Бисерка Колевска                                                                |